# Мур, Кэролайн
Кэролайн Мур — самая молодая астроном в истории, открывшая сверхновую. 13 ноября 2008 года, в возрасте 14 лет, Кэролайн открыла сверхновую звезду SN 2008ha в галактике UGC 12682 в созвездии Пегаса. Во время своего открытия она была действительным членом команды по поиску сверхновых звёзд обсерватории Паккета. Последующие оценки, данные сверхновой профессиональными астрономами, показали, что звезда уникальна своей светимостью, меньшей, чем у ранее наблюдаемых сверхновых звёзд, но большей, чем у новых звёзд.
В феврале 2009 года в рамках мероприятий международного года астрономии корпорация iOptron (Бостон, Массачусетс, США), наградила Кэролайн почётным званием Самого молодого астронома года.